# Hypericum incurvum
Hypericum incurvum är en johannesörtsväxtart som beskrevs av Ignatz Urban. Hypericum incurvum ingår i släktet johannesörter, och familjen johannesörtsväxter. Inga underarter finns listade i Catalogue of Life.